# 3937 Bretagnon
A 3937 Bretagnon (ideiglenes jelöléssel 1932 EO) a Naprendszer kisbolygóövében található aszteroida. Karl Wilhelm Reinmuth fedezte fel 1932. március 14-én.